# Kilianów
Kilianów (em alemão:  Landau) é uma aldeia da municipalidade (gmina) de Kąty Wrocławskie, no condado de Wrocław, voivodato da Baixa Silésia, no sudoeste da Polónia. Antes de 1945 era território da Alemanha com o nome de Landau.
Fica situada aproximadamente 4 km a sudoeste de Kąty Wrocławskie e 25 km a sudoeste de Wrocław, a capital regional.